# Tchajwanské národní umělecké muzeum
Tchajwanské národní umělecké muzeum (čínsky 國立臺灣美術館, Guólì Táiwān Měishùguǎn; anglicky National Taiwan Museum of Fine Arts, zkratkou NTMoFA) je muzeum výtvarného umění v Tchaj-čungu, jedno z největších svého druhu v Asii. Bylo založeno 1988 jako první a doposud jediné tchajwanské národní muzeum věnované výtvarnému umění. K muzeu patří také park s výstavou soch. V muzeu je také knihovna věnovaná umění s asi 80 000 knihami.
Museum má sbírku tchajwanského výtvarného umění od 18. století po současnost. Své sběratelské úsilí nyní zaměřuje i na fotografii, film a další média. Za tím účelem roku 2007 otevřelo Centrum mediálního umění.